# جون ريختر (لاعب كرة قاعدة)
جون ريختر (بالإنجليزية: John Richter)‏ هو لاعب كرة قاعدة أمريكي، ولد في 8 فبراير 1873 في لويفيل في الولايات المتحدة، وتوفي بنفس المكان في 4 أكتوبر 1927.

## وصلات خارجية
- جون ريختر على موقعبيزبول رفرنس.كوم (الدوري الرئيسي) (الإنجليزية)
- جون ريختر على موقعبيزبول رفرنس.كوم (الدوري الثانوي) (الإنجليزية)